# Chargoggagoggmanchauggagoggchaubunagungamaugg
Chargoggagoggmanchauggagoggchaubunagungamaugg (nom officiel : Lake Chaubunagungamaug) est le nom (issu de la langue nipmuck, langue algonquine) d'un lac aux États-Unis, l'un des noms de lieux les plus longs, puisqu'il comporte 45 lettres. Situé à proximité de Long Island, près de Webster au Massachusetts, il est souvent abrégé, ou appelé par l'une des parties qui constitue son nom Chargoggagogg, Manchauggagogg ou Chaubunagungamaugg. Le nom courant est cependant Webster Lake. Le lac a une surface de 5,83 km².